# Runö S:ta Magdalena kyrka
Runö S:ta Magdalena kyrka (på estniska Ruhnu Püha Magdaleena kirik) är en träkyrka från 1644 på Runö i Estland. Runö har en lång historia av svenskbygd. Efter Sovjetunionens fall har en del människor vars föräldrar är härifrån återvänt till bland annat Runö. Detta både som fast boende och som sommarboende.
Kyrkan är Estlands äldsta bevarade träbyggnad. Den började byggas den 22 november 1643 och började användas året därpå. Den fungerade som ersättning för ett ännu äldre kapell som stått i området. Byggnation genomfördes på uppdrag av riksamiral Carl Carlsson Gyllenhielm. Kyrkan används av en evangelisk-luthersk församling på Runö som heter Sankta Magdalena församling.
Alldeles intill norr om kyrkan står Runö nya kyrka invigd 1912.